# Touriya Haoud
Touriya Haoud (Rhenen, 1 oktober 1977) is een Nederlands model en actrice.

## Carrière
Haouds vader is Marokkaans en haar moeder werd geboren in de Socialistische Republiek Macedonië (destijds onderdeel van Joegoslavië, tegenwoordig een onafhankelijke staat). Na de middelbare school volgt ze de hbo-opleiding Communicatiemanagement aan de private hogeschool Schoevers, en werkt hierna enige tijd als communicatiemanager. Na de eerste prijs te hebben gewonnen in een modellenverkiezing wordt ze actief bij een modellenbureau. Haoud participeerde in meerdere internationale campagnes van onder meer de merken Tommy Hilfiger en Replay. In 2003 volgde ze Naomi Campbell op als een van de gezichten van de reclamecampagne van het Italiaanse telefoniebedrijf Telecom Italia Mobile (TIM). Daarnaast heeft ze op de voorpagina's gestaan van bladen als Harper's Bazaar, Donna, GQ (Gentlemen's Quarterly), Max en Vogue Gioielli. 
Tijdens haar modellencarrière nam Haoud meerdere acteerlessen, hetgeen uiteindelijk resulteerde in gastrollen in de series Costa! de Serie en Hertenkamp en een bijrol in de film Oesters van Nam Kee. Haar doorbraak als actrice kwam met haar rol in de internationaal bekroonde komedie Shouf Shouf Habibi!. De Rhenense speelde in 2006 voor het eerst in een internationale film; in de Amerikaanse productie Five Fingers, die zich afspeelde in Nederland, speelde ze de echtgenote van een van de hoofdrolspelers.

### Privéleven
Haoud trouwde op 4 juni 2006 met de Amerikaanse acteur Greg Vaughan. Samen hebben ze drie zoons. Sinds het huwelijk woonde ze met haar gezin in Los Angeles. In 2014 zijn Haoud en Vaughan gescheiden. In 2021 verhuisde ze weer terug naar Nederland. In februari 2020 werd er lymfeklierkanker bij haar geconstateerd.

## Filmografie

### Films
- Oesters van Nam Kee - Marokkaans meisje (2002)[3]
- Shouf Shouf Habibi! - Leila Bentarek (2004)[4]
- Drijfzand - Verslaggeefster (2004)[5]
- Floris - Lijfwachte (2004)[6]
- Five Fingers - Saadia (2006)[7]

### Televisieseries
- Costa! de Serie - Laura (2002) [8]
- Hertenkamp (2002)
- Hartslag - Naïda (2002-2003)
- Goede tijden, slechte tijden - Sara Narain (2003)[9]